# Pinedjem II
Pinedjem II fou un Summe Sacerdot d'Amon a Tebes de l'antic Egipte del 990 aC a 969 aC i va ser el governant de facto del sud del país. Estava casat amb la seva germana Isetemkheb D (tots dos fills de Menkheperra, Summe Sacerdot d'Amon a Tebes, i d'Isetemkheb C), i també amb la seva neboda Neskhons, la filla del seu germà Esmendes II. Va succeir Esmendes II, qui havia exercit en el càrrec durant poc temps.
Els seus fills per part d'Isetemkheb D van ser:
- Psusennes II[2]
- Harweben, un cantaire d'Amon; enterrat a Bab el-Gasus[3]
- Henuttaui (?), Esposa de Déu d'Amon[3]

Amb Neskhons va tenir quatre fills:. Dos fills, Tjanefer i Masaharta, i dues filles, Itaui i Nesitanebetashru
Quan Pinedjem II va morir, la seva mòmia, juntament amb les de les seves esposes i almenys una filla (Nesitanebetashru) van ser sepultades a la tomba TT320 a Deir el-Bahari, per sobre de la temple mortuori de Hatshepsut. Posteriorment, les mòmies d'altres antics governants tebans, entre ells el molt anteriors faraons de les dinasties XVIII i XIX Amosis I, Amenhotep I, Tuthmosis I, Tuthmosis II, Tuthmosis III, Ramsès I, Seti I, Ramsès II i Ramsès IX van ser ajuntats i enterrats en aquesta tomba, tal com es va revelar el 1881. Això es va fer per evitar que les seves restes fossin robats, atès que les seves tombes havien estat saquejades per molts antics lladres de tombes.